# 中国人民解放军空军杭州特勤疗养中心
中国人民解放军空军杭州特勤疗养中心，总院位于浙江省杭州市西湖区杨公堤27号（东门）、龙井路5号（西门），隶属中国人民解放军空军。

## 简介
1950年5月1日，浙江军区干部疗养院在余杭县良渚崇福寺组建成立。1952年12月，该院自崇福寺迁驻杭州市保俶路。1953年5月，改称华东军区第三干部疗养院。同年底，迁驻杭州市黄泥岭。1954年12月，改称中国人民解放军第三三疗养院。1955年5月，改归浙江军区领导。1960年7月，第三三疗养院改称中国人民解放军南京军区杭州疗养院。1969年3月，改编为驻军治疗医院，番号为中国人民解放军第一二八医院。1979年7月，改称中国人民解放军南京军区杭州疗养院，并由团级单位改成师级单位。1980年8月，杭州疗养院直属南京军区后勤部领导。后该院下设分院，分院位于莫干山，后成为该疗养院莫干山疗养区。 
中国人民解放军空军杭州疗养院于1950年5月始建。位于浙江省杭州市西湖区杨公堤15号。空军杭州疗养院占地面积235亩，是中国人民解放军最大的飞行人员健康保健基地，承担中国人民解放军全军飞行人员体检、鉴定、训练、评估等医疗保健任务。
1951年1月，开始筹建中国人民解放军海军杭州疗养院，至1954年7月3日在浙江省杭州市正式成立，初设3个疗养科、100张床位。1954年底，增设内科、外科、放射科、理疗科、门诊室、五官科，床位增至200张，番号称中国人民解放军第一五六医院。1963年5月，复称中国人民解放军海军杭州疗养院，床位增至250张，1979年10月增至400张。
2004年，海军杭州疗养院、空军杭州疗养院并入南京军区杭州疗养院，后分别改为南京军区杭州疗养院海勤疗养区、空勤疗养区；同年，中国人民解放军第一一七医院转隶南京军区杭州疗养院。2005年起，执行新的编制。2007年，成立直属院区党委。2009年7月，杭州疗养院由大军区联勤部转隶大军区空军后勤部，成立航空医学鉴定训练中心。2009年8月31日，组建成立“中国人民解放军空军杭州航空医学鉴定训练中心”，同时保留对外名称“中国人民解放军空军杭州疗养院”，隶属南京军区空军后勤部。南京军区杭州疗养院的编制由此变为：院机关、直属院区、海勤疗养区、莫干山疗养区、第一一七医院。
截至2014年，该疗养院有全军级中心3个，军区级中心2个，并先后与安徽医科大学、浙江大学、中国人民解放军第二军医大学等高等院校建立协作关系，是杭州师范大学健康管理学院临床实践基地
。
2016年，在深化国防和军队改革中，南京军区杭州疗养院由中国人民解放军南京军区转隶无锡联勤保障中心，更名中国人民解放军杭州疗养院。
根据有关调整，原杭州陆军、空军、海军、武警疗养院及江苏4家部队疗养院合并组建成立空军杭州特勤疗养中心，是国家军队机构改革后新成立的东部战区副师级单位，中国人民解放军第一一七医院整编为中国人民解放军联勤保障部队第九〇三医院。

## 历任领导
| 院长 …… - 董茂生（？—） | 政治委员 …… - 邹荔（？—） |